# Domus Augustana

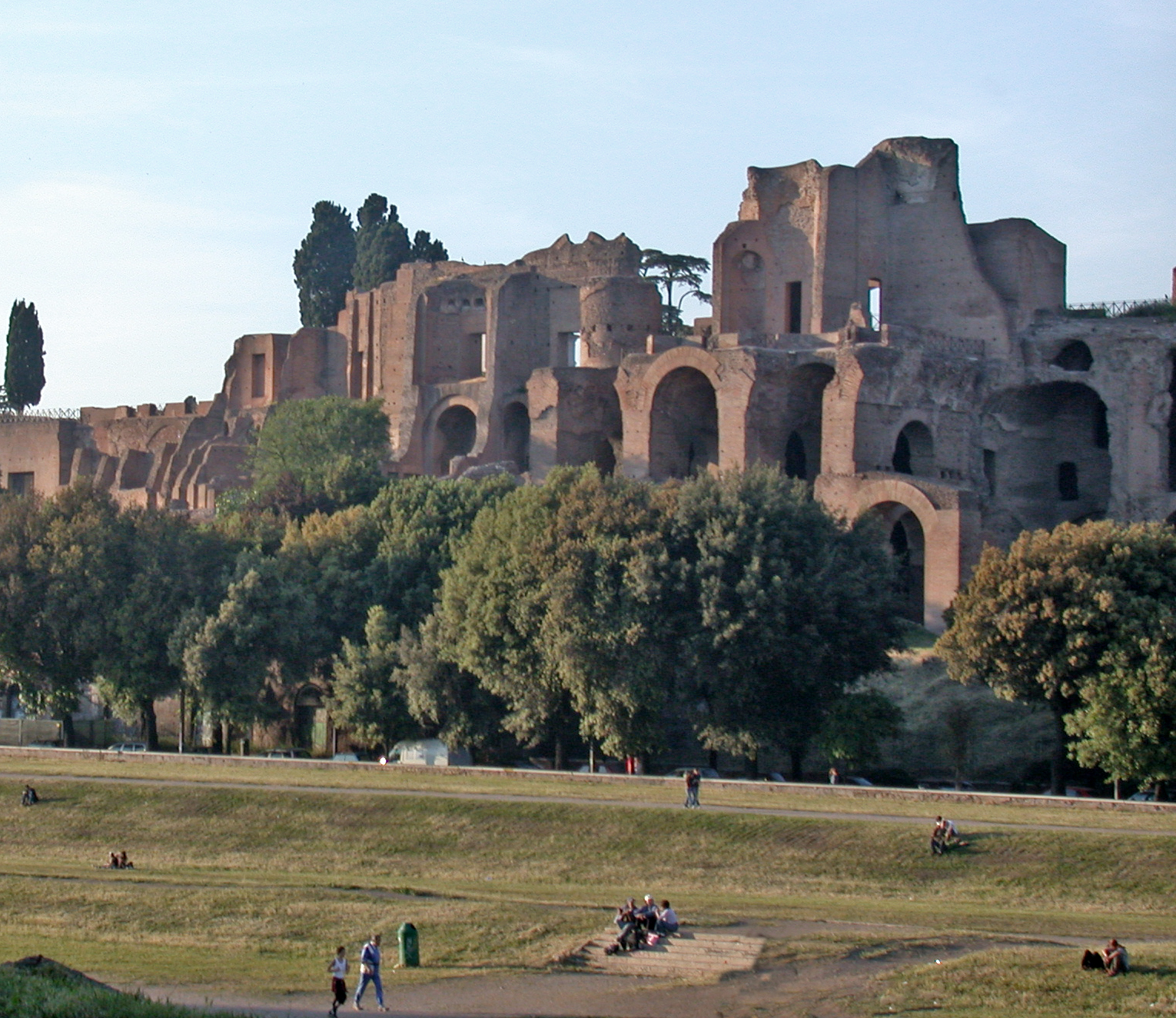
Ruinen der Domus Augustana über dem Circus Maximus

Als Domus Augustana (wörtlich „augusteisches“ – d. h. dem Kaiser gehörendes – „Haus“) wird ein Teil des flavischen Kaiserpalastes auf dem Palatin in Rom bezeichnet, der maßgeblich unter Kaiser Domitian (reg. 81–96) neugestaltet wurde. Zu dem Palast gehörten noch die heute als Domus Flavia, Gartenstadion und Domus Severiana bezeichneten Gebäudeteile. Die Unterteilung des Palastes und dessen Benennungen sind forschungsgeschichtlich bedingt; es handelt sich dabei weder um in der antike genutzte Bezeichnungen, noch um Entwicklungsabschnitte oder abgeschlossene Palastteile. Große Teile aufgehenden Ziegelmauerwerkes sind bis heute erhalten und prägen die Stadtlandschaft Roms bis heute.

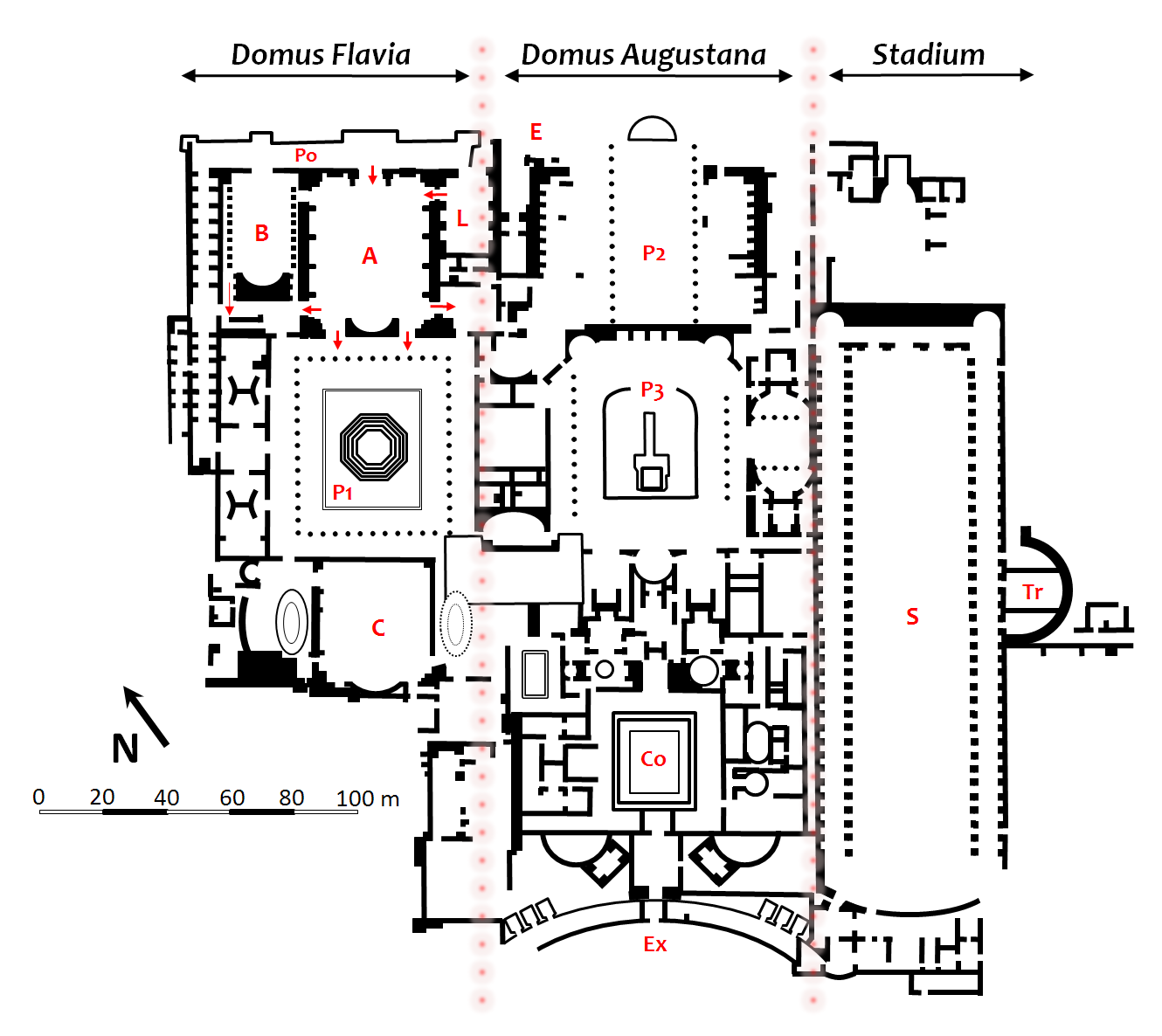
Grundriss (und teilweise Fundamentplan) des flavischen Kaiserpalastes (ohne Domus Severiana) mit den heute üblichen Einteilungen

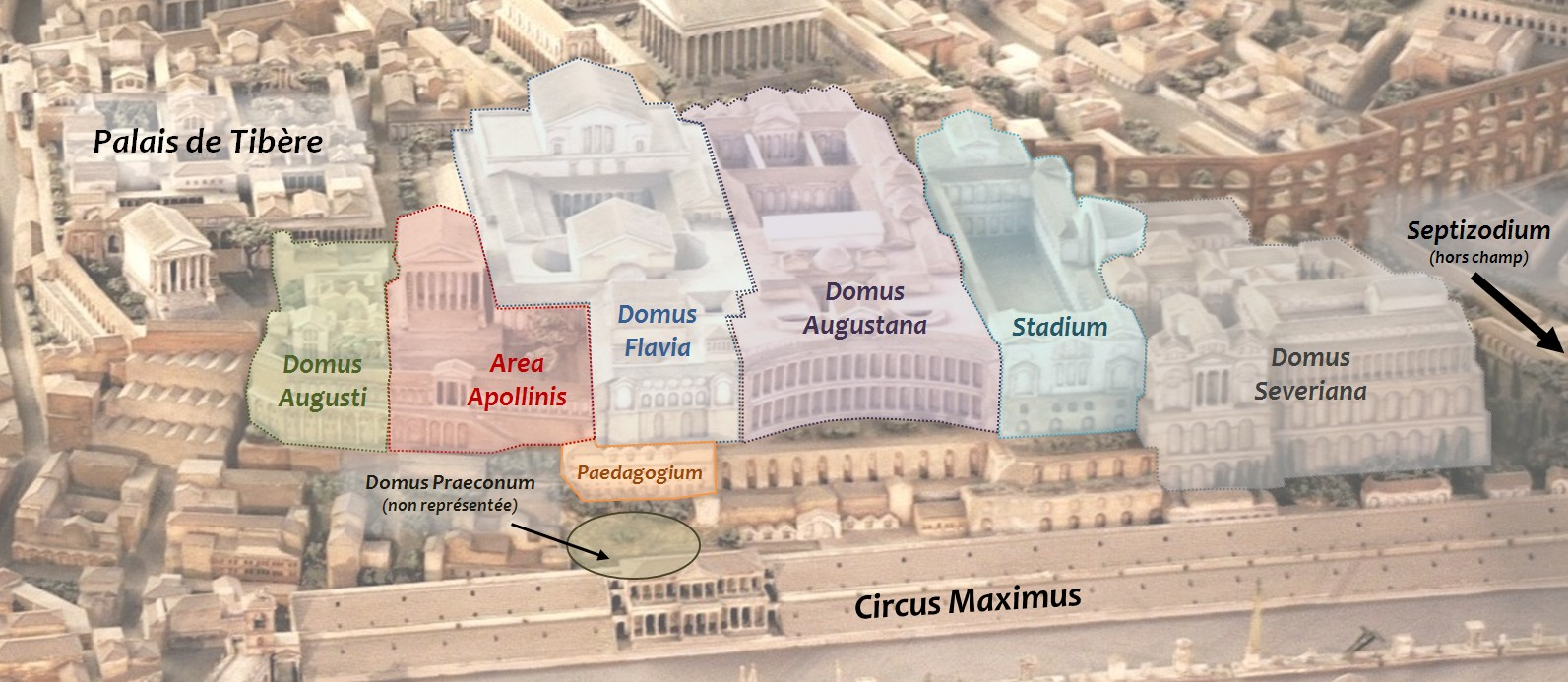
Die Bauten auf dem Palatin

## Beschreibung
Die als Domus Augustana bezeichneten Palastteile befanden sich am Südrand des Palatin oberhalb des Circus Maximus, südöstlich der heute als Domus Flavia bezeichneten Palastteile. Südöstlich an die als Domus Augustana bezeichneten Räume schloss ein großer Gartenhof an, der als Gartenstadion oder wegen seiner langgestreckten Form traditionell auch als „Hippodrom“ (Pferderennbahn) bezeichnet wird. Eine große Exedra an der Ostseite wurde unter Hadrian hinzugefügt. Südöstlich des Gartenstadion schlossen sich die heute als Domus Severiana bezeichneten Räumlichkeiten an.
Die Domus Augustana lässt sich in vier Teilbereiche gliedern: Die sogenannte Große Exedra im Süden zum Circus Maximus (im Grundriss: Ex), anschließend das sogenannte Versunkene Peristyl (Co), nordöstlich davon das sogenannte Insel-Peristyl (P3), und wiederum nordöstlich davon das sogenannte No man’s land (P3), ein Begriff der auf die Anfangs schwer zu interpretierenden Befunde anspielt. Alle Bereiche sind entlang einer zentralen Nordost-Südwest-Achse ausgerichtet.
Die Große Exedra, die vermutlich unter Trajan (reg. 98–117) entstand, bildete die repräsentative Fassade zum Circus Maximus. Es handelte sich wohl um einen kreissegmentförmigen doppelstöckigen Säulenportikus. Hinter dem Portikus befand sich ein großer Verbindungsraum, der in der Flucht der zentralen Achse lag und den Säulenportikus mit dem sogenannten Versunkenen Peristyl verband, welches bereits in flavischer Zeit (d. i. 69–96) angelegt und wohl unter Hadrian (reg. 117–138) erneuert wurde. Das sogenannte Versunkene Peristyl war mindestens seit des handrianischen Umgestaltung ein doppelstöckiges Peristyl mit 8 × 10 Pfeilern. Im Untergeschoss wies es Arkaden aus Travertin auf, die durch Hadrian mit Marmorinkrustationen verkleidet wurden, dabei wurden auch ionische Halbsäulen vorgeblendet. Das Obergeschoss war seit Hadrian in korinthischer Ordnung ausgeführt, ob ein Obergeschoss zu früheren Zeit bestand und wie es eventuell aussah, ist unbekannt. Basen, Kapitelle, Gebälke und Gesimse beider Geschosse waren seit Hadrian aus weißem lunesischen Marmor, während die Schäfte der Halbsäulen bzw. Säulen aus verschiedenem Buntmarmor gearbeitet waren. Im Obergeschoss waren dies wohl überwiegend grünlicher Cipollino und rosa-grauer Porta-Santa, im Untergeschoss goldgelber Giallo Antico, Cipollino und wohl auch lunensischer Marmor.

## Geschichte
Auf einem Großteil des Geländes befand sich bis in die 1920er Jahre die Villa Mills, ein Komplex aus dem 16. bis 19. Jahrhundert, der Anfangs Villa und später Kloster war. Um weitere Ausgrabungen zu ermöglichen, wurde dieser Komplex mit zwei Ausnahmen abgerissen, erhalten sind ein heute als Loggetta Mattei bezeichneter Gebäudeteil aus den 16. Jahrhundert mit Fresken von Baldassare Peruzzi und ein Klostergebäude aus dem 19. Jahrhundert, welches heute das Palatin-Museum beherbergt.